# Francisco Madinga
Francisco Madinga (ur. 11 lutego 2000 w Lilongwe) – piłkarz malawijski grający na pozycji ofensywnego pomocnika. Od 2020 jest piłkarzem klubu Dila Gori.

## Kariera klubowa
Swoją karierę piłkarską Madinga rozpoczął w klubie Mighty Wanderers. W 2019 roku zadebiutował w jego barwach w pierwszej lidze malawijskiej i w debiutanckim sezonie wywalczył z nim wicemistrzostwo Malawi.
Na początku 2020 Madinga został zawodnikiem gruzińskiego klubu Dila Gori. Swój ligowy debiut w nim zaliczył 1 marca 2020 w zwycięskim 2:0 domowym meczu z Torpedem Kutaisi.
| Sezon | Klub             | Kraj   | Rozgrywki        | Mecze | Gole |
| ----- | ---------------- | ------ | ---------------- | ----- | ---- |
| 2019  | Mighty Wanderers | Malawi | TNM Super League | ?     | ?    |
| 2020  | Dila Gori        | Gruzja | Erownuli Liga    | 12    | 2    |
| 2021  | Dila Gori        | Gruzja | Erownuli Liga    | 23    | 2    |

## Kariera reprezentacyjna
W reprezentacji Malawi Madinga zadebiutował 24 marca 2021 w wygranym 1:0 meczu kwalifikacji do Pucharu Narodów Afryki 2021 z Sudanem Południowym, rozegranym w Omdurmanie. W 2022 został powołany do kadry na Puchar Narodów Afryki 2021. Na tym turnieju zagrał w czterech meczach: grupowych z Gwineą (0:1), z Zimbabwe (2:1) i z Senegalem (0:0) oraz w 1/8 finału z Marokiem (1:2).